# Geórgios Psychoyiós
Geórgios Psychoyiós (en grec Γεώργιος Ψυχογιός), né le 14 mai 1983 à Maroússi en Grèce, est un homme politique grec.

## Biographie
Aux élections législatives grecques de janvier 2015, il est élu député au Parlement grec sur la liste de la SYRIZA dans la circonscription de la Corinthie.